# Sofia Kisselov
Sofia Kisselov (hebr. סופיה קיסלוב) (ur. 1923 w Krakowie, zm. 25 kwietnia 2018 w Tel Awiwie) – izraelska malarka, artysta plastyk.

## Życiorys
Urodziła się w kosmopolitycznej rodzinie polskich Żydów. Studiowała na Akademii Sztuk Pięknych w Krakowie, w 1946 przerwała naukę i razem z bratem wyemigrowała do Izraela. Po osiedleniu się kontynuowała naukę w Szkole Sztuk Pięknych i Rzemiosł Artystycznych Besaleel w Jerozolimie. Dużą część jej twórczości zajmowały portrety, które posiadały cechy biograficzne. Posługiwała się techniką olejną, tworząc na płótnie przy pomocy szpachelki i stosując żywe kolory. Poza malarstwem jej dorobek obejmowały gobeliny, mozaiki tworzone ze szkła, odlewy aluminiowe. Jej prace zdobią wiele obiektów publicznych w Izraelu m.in. mozaika szklana w Centrum Badań Rolnictwa w Rechowot, gobelin w Helena Rubinstein Museum w Tel Awiwie, kompozycja ścienna w ratuszu w Nesher, rzeźby z aluminium w Community Center w Aradzie i na Centralnym Dworcu Autobusowym w Eliacie, gobeliny w Lev Cinemas w Tel Awiwie i w Muzeum Biblii w Tel Awiwie.